# Чупа (станция, Лоухский район)
Чупа́ (карел. Čuuppa) — станция (населённый пункт) в Лоухском районе Республики Карелия. Входит в состав Чупинского городского поселения.

## География
Населённый пункт находится в северо-восточной части Карелии, около Чупинской губы Кандалакшского залива Белого моря, на расстоянии 4 км к западу от посёлка городского типа Чупа, центра городского поселения, и 86 км к северо-западу от посёлка городского типа Лоухи, административного центра района.

## История
Посёлок при станции появился при строительстве железной дороги. В селении жили семьи тех, кто обслуживал железнодорожную инфраструктуру. 

## Население
| 2014 | 2021 | 2023 |
| ---- | ---- | ---- |
| 0    | ↗118 | →118 |

## Инфраструктура
Путевое хозяйство. Действует железнодорожная станция Чупа (на линии Санкт-Петербург-Главный — Мурманск).